# Скокувка
Скокувка (пол. Skokówka) — деревня в Замойском повете Люблинского воеводства Польши. Входит в состав гмины Замость. Находится примерно в 4 км к юго-западу от центра города Замосць. По данным переписи 2011 года, в деревне проживало 739 человек.
В 1975—1998 годах деревня входила в состав Замойского воеводства.

## Население
Демографическая структура по состоянию на 31 марта 2011 года:
|         | Всего | До трудоспособного возраста | Трудоспособного возраста | Старше трудоспособного возраста |
| ------- | ----- | --------------------------- | ------------------------ | ------------------------------- |
| Мужчины | 356   | 82                          | 243                      | 31                              |
| Женщины | 383   | 92                          | 235                      | 56                              |
| Всего   | 739   | 174                         | 478                      | 87                              |